# Pecorara
Pecorara är en ort och frazione i kommunen Alta Val Tidone i provinsen Piacenza i regionen Emilia-Romagna i Italien. 
Pecorara upphörde som kommun den 1 januari 2018 och bildade med de tidigare kommunrna Caminata och Nibbiano den nya kommunen Alta Val Tidone. Den tidigare kommunen hade 688 invånare (2017).